# 圣梅姆 (塞纳-马恩省)
圣梅姆（法語：Saint-Mesmes，法語發音：[sɛ̃ mɛm] ⓘ）是法国塞纳-马恩省的一个市镇，属于莫城区。

## 地理
圣梅姆（48°59'2"N, 2°41'44"E）面积7.69 平方千米，位于法国法蘭西島大區塞纳-马恩省，该省份为法国北部内陆省份，北起瓦兹省，西接埃松省、马恩河谷省、塞纳-圣但尼省和瓦兹河谷省，南至卢瓦雷省，东南接约讷省，东临马恩省和奥布省，东北接埃纳省。
与圣梅姆接壤的市镇（或旧市镇、城区）包括：沙尔尼、孔庞、梅西、楠图耶、蒂约、维南特。

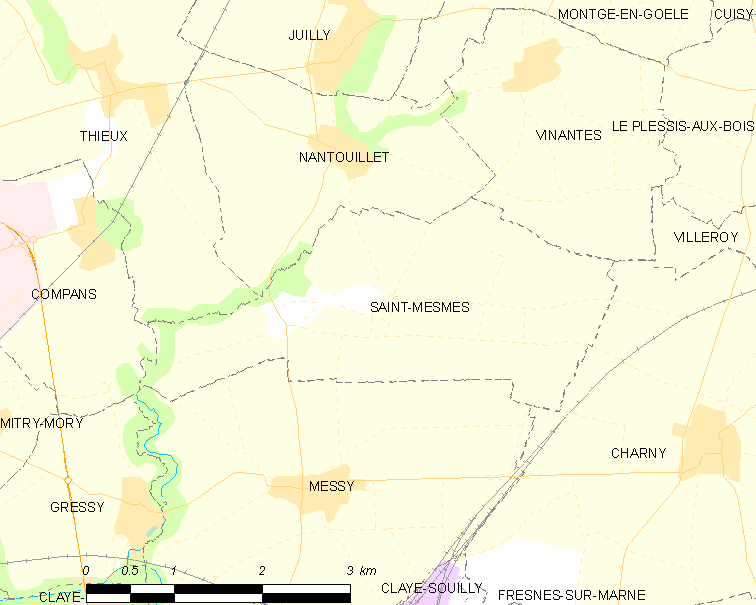
的OSM定位图

圣梅姆的时区为UTC+01:00、UTC+02:00（夏令时）。

## 行政
圣梅姆的邮政编码为77410，INSEE市镇编码为77427。

## 政治
圣梅姆所属的省级选区为克莱-苏伊县。

## 人口

1962-2008年间人口变化图示

圣梅姆于2022年1月1日时的人口数量为596人。